# Matías Albarracín
Matías Albarracín (Curitiba, 25 de octubre de 1979) es un jinete argentino especialista en salto ecuestre, medallista panamericano y ganador de diploma olímpico en los Juegos Olímpicos de Río de Janeiro 2016. Radicado desde niño en City Bell, comenzó a competir la primera división de salto ecuestre a los quince años.
Justo Albarracín, su padre, también fue un destacado jinete olímpico que compitió en los Juegos Olímpicos de Los Ángeles 1984 y Atlanta 1996.

## Carrera deportiva
Matías Albarracín nació en Curitiba, debido a que su familia se encontraba radicada allí, donde su padre trabajaba en un haras ubicado en esa ciudad brasileña. Al cumplir cuatro años volvieron a la Argentina, radicándose en City Bell. Matías comenzó a saltar a los 4 años, compartiendo en su infancia la equitación con el rugby. Sus maestros fueron Daniel Boragina, Oscar Fuentes y su propio padre, Justo Albarracín, destacado jinete argentino, con participación en dos Juegos Olímpicos.
- 1994: a los 15 años comienza a saltar en primera.
- 1997: subcampeón en el Campeonato Americano de Juniors en Buenos Aires, con Susurrando.[2]
- 1998: medalla de plata por equipo en la Copa Naciones Federación Ecuestre Internacional. Tercero en el Gran Premio Internacional Sol de Mayo. Primer puesto en el Gran Premio Club Alemán. Segundo puesto en el Gran Premio Campo Chico. Medalla de plata individual en el Sudamericano Yong Rider en San Pablo. Premio Revelación Clarín 1998.[3]
- 2000: sale campeón sudamericano juvenil en Chile.[4] Con 20 años gana el sexto Derby Aniversario del Club Hípico y de Golf City Bell.[5]
- 2002: gana el Derby General San Martín con Tamanaco Susurrando.[6]
- 2003: gana el Derby General San Martín con Tamanaco Susurrando.
- 2007: clasifica a los Juegos Panamericanos de Río de Janeiro 2007, donde finaliza 12º en salto individual y 9º en salto por equipos.
- 2011: clasifica a los Juegos Panamericanos de Guadalajara 2011, donde finaliza 6º en salto por equipos y 16º en salto individual. Gana el premio Olimpia de plata. La actuación en Guadalajara lo clasifica para los Juegos Olímpicos de Londres 2012, en los que finalmente no participa debido a una lesión sufrida por su yegua.[7]
- 2015: participa en los Juegos Panamericanos de Toronto 2015 y obtiene la medalla de plata en saltos por equipo con José María Larocca, Luis Birabén y Ramiro Quintana. En la prueba individual finaliza 8º.
- 2016: gana la medalla de plata en el Grand Prix de Asten (Holanda). En los Juegos Olímpicos de Río de Janeiro obtuvo diploma olímpico al salir octavo en la prueba de salto con obstáculos individual, con su caballo Cannavaro 9. En la clasificación de saltos por equipos, el equipo argentino integrado por Albarracín terminó en el puesto 10º.
- 2017: obtiene el Campeonato Nacional disputado en el Club Hípico Argentino.[8]
- 2020: es reconocido con el Premio Konex de Platino en la disciplina Equitación.